# Josef Ejem
Josef Ejem (17. ledna 1892 Radotín – 29. září 1957 Praha) byl český a československý odbojář, generál, politik Komunistické strany Československa a poúnorový poslanec Národního shromáždění ČSR.

## Biografie
Působil jako učitel. Za první světové války bojoval na ruské frontě a byl dvakrát raněn. Po vzniku Československa se v roce 1919 zúčastnil obsazování Slovenska i bojů proti maďarským bolševikům. V roce 1928 absolvoval válečnou školu a působil na ministerstvu národní obrany. V roce 1939 byl demobilizován a pracoval jako školní rada u Zemské školní rady na Moravě. Za druhé světové války byl v říjnu 1940 zatčen a do konce války vězněn v koncentračním táboře Buchenwald (podle jiného zdroje prošel nejprve věznicemi v Brně, Olomouci a Vratislavi a koncentračními tábory Osvětim a Buchenwald).
Po osvobození se zapojil do budování československé armády. V říjnu 1946 se stal generálem a v říjnu 1947 velitelem 7. pěší brigády. V březnu 1948 byl posádkovým velitelem Velké Prahy a v říjnu 1949 krajský vojenský velitel v Praze. V roce 1951 byl penzionován. Ve volbách roku 1948 byl zvolen do Národního shromáždění za KSČ ve volebním kraji Ostrava. V parlamentu zasedal do konce funkčního období, tedy do voleb v roce 1954. Zastával také funkci předsedy Krajského výboru Svazu protifašistických bojovníků. Zemřel v září 1957.

## Vyznamenání
- Československý válečný kříž 1939
- Československá medaile Za chrabrost před nepřítelem
- Československá medaile za zásluhy, I. stupeň
- Pamětní kříž Za věrnost 1939–1945[7]
- Pamětní odznak Čs. dobrovolce z let 1918–1919
- Řád republiky, č. matriky 162, 1955